# Enrico Guazzoni

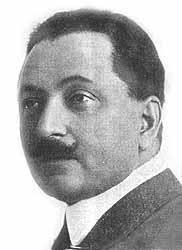
Enrico Guazzoni,
vor 1940

Enrico Guazzoni (* 18. September 1876 in Rom; † 24. September 1949 ebenda) war ein italienischer Filmregisseur, Ausstatter, Drehbuchautor und Filmproduzent.

## Leben
Guazzoni war nach seiner mit Auszeichnung bestandenen Ausbildung an der Accademia di Belle Arti di Roma als Maler tätig und wurde 1907 mit der Innenausstattung des „Il Moderno Cinema“ – eines der ersten festen Kinos in Rom – beauftragt. Im selben Jahr fungierte er als Berater für Edoardo Bencivengas Raffaello Sanzio e la fornarina und hatte sein Debüt als Regisseur mit dem Film Un invito a pranzo. Bis Mitte des Ersten Weltkrieges entwickelte sich Guazzoni zu einem Spezialisten im Genre monumentaler Historien- und Sandalenfilme. Neben seiner Regiearbeit zeichnete er zumeist auch als Ausstatter seiner Filme verantwortlich. Zu seinen größten Erfolgen dieser Zeit gehören La Gerusalemme liberata (1911), Quo vadis? (1913) und Marc Antonio e Cleopatra (1913). Ab 1916 war er neben seiner Regietätigkeit auch als Drehbuchautor bei der Filmgesellschaft Cines beschäftigt.
Nach einem letzten großen Erfolg, Fabiola aus dem Jahr 1918 engagierte sich Guazzoni in einer eigenen Filmgesellschaft als Produzent und drosselte seinen Filmausstoß erheblich. Seine filmischen Werke galten bereits Ende der 1920er Jahre, spätestens aber mit Beginn der Tonfilmzeit als antiquiert. Guazzoni arbeitete jedoch mit Stetigkeit weiter und wahrte seinen Ruf als Schauspieler-Regisseur auch über die Zeit des Faschismus hinaus. Einen letzten Achtungserfolg hatte er 1940 mit Die Tochter des Korsaren.

## Filmografie (Auswahl)
- 1907: Un invito a pranzo
- 1909: La nuova mammina
- 1909: Bruto
- 1910: Andreuccio da Perugia
- 1910: Agrippina
- 1911: La Gerusalemme liberata
- 1911: I Maccabei
- 1911: San Francesco, il poverello d’Assisi
- 1913: Quo Vadis?
- 1913: Marc Antonio e Cleopatra
- 1913: Scuola d’eroi
- 1914: Caius Giulio Cesare
- 1914: Immolazione
- 1914: L’istruttoria
- 1915: L’amica
- 1915: Alma Mater
- 1915: Ivan il terribile
- 1915: Gli ultimi giorni di Pompeii
- 1916: Caligula
- 1916: Malombra
- 1916: Madame Tallien
- 1917: Fabiola
- 1918: Lady Macbeth
- 1918: La Gerusalemme liberata
- 1920: Il scco di Roma e Clemento VII
- 1923: Messalina
- 1928: La sperduta di Allah
- 1929: Myriam
- 1932: Il domo del mattino
- 1934: Signora Paradiso
- 1935: Il re Burlone
- 1936: Ho perduto mio marito
- 1936: Re di denari
- 1936: I due sergenti
- 1937: Il dottor Antonio
- 1938: Il suo destino
- 1939: Ho visto brillare le stelle
- 1940: Antonio Meucci
- 1940: Die Tochter des Korsaren (La figlia del corsaro verde)
- 1941: I pirati della Malesia
- 1941: Oro nero
- 1942: La fornarina